# Gouvernement Fanfani II
Pour les articles homonymes, voir Gouvernement Fanfani.
République italienne
Zoli Segni II
Le gouvernement Fanfani II (en italien : Governo Fanfani II) est le gouvernement de la République italienne dirigé par Amintore Fanfani entre le 1er juillet 1958 et le 15 février 1959, durant la IIIe législature du Parlement.

## Composition
Composition du gouvernement : 
- Démocratie chrétienne
- Parti social-démocrate italien

### Président du Conseil des ministres
Amintore Fanfani